# بئوولف ۳۸۰۸۶
سیارک ۳۸۰۸۶ (به انگلیسی: 38086 Beowulf، نامگذاری:1999JB) سی و هشت هزار و هشتاد و ششمین سیارک کشف شده‌است که در ۵ مه ۱۹۹۹ کشف شد.